# Ambonus proximus
Ambonus proximus là một loài bọ cánh cứng trong họ Cerambycidae.